# Gesso
Pour les articles homonymes, voir Gesso (homonymie).
Le gesso, terme emprunté en français à l'italien des arts et de la culture picturale, hérité d'un mot latin issu du grec gypsos, signifiant gypse ou plâtre, est un enduit à base de plâtre et de colle animale, utilisé pour préparer, à partir du Moyen Âge, les panneaux de bois destinés à être peints, notamment à la tempera puis à l'huile.
Dans l'iconographie orthodoxe et russe, le mot levkas a la même signification que gesso.
Aujourd'hui, il fait référence à un apprêt synthétique, utilisable sur supports divers (bois, carton, toile). Le gesso est également autant utilisé pour la tempera que l'huile ou l'acrylique.
Cet enduit permet de rendre la surface plus lisse, plus adhérente, tout en réduisant l'absorption de la peinture par le support.

## Gesso traditionnel
Le gesso était traditionnellement composé de sulfate de calcium minéral (plâtre, gypse, anhydrites) mélangé à une colle animale (colle de peau). Cassant, il était réservé pour les panneaux de bois et s'avérait peu approprié pour la peinture sur toile.
Cette préparation était appelée préparation maigre, par opposition à la préparation grasse, plus souple, utilisée sur la toile et composée de mélange d'huile et de pigment.
Il était notamment utilisé par les Égyptiens pour peindre les statues en bois qui accompagnaient les pharaons défunts dans leurs tombes.

## Gesso acrylique

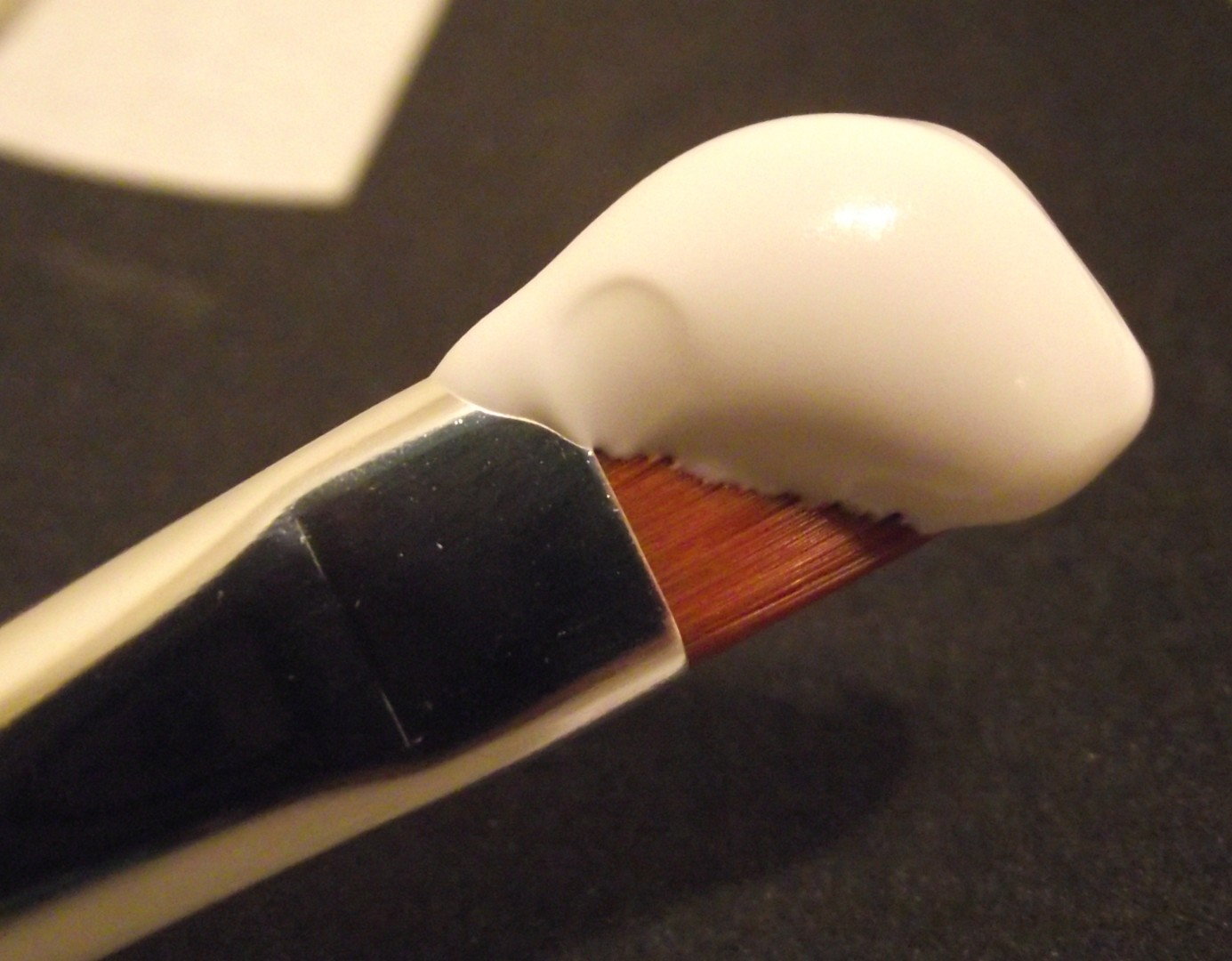
Gesso acrylique.

Le gesso moderne est une combinaison de carbonate de calcium (CaCO3) avec un polymère acrylique, un médium latex, un pigment blanc opaque et d'autres additifs assurant la flexibilité et l'archivage à long terme.
Il est vendu prêt à l'usage pour enduire et apprêter différents supports (toile, papier épais, carton pour peindre, bois). Bien qu'il contienne du carbonate de calcium pour augmenter le pouvoir absorbant de la couche d'apprêt, un autre pigment blanc opaque peut être ajouté (blanc de titane/dioxyde de titane, blanc de zinc, blanc de lithopone) comme agent de blanchiment. On trouve aussi aujourd'hui du gesso transparent et noir.
Le gesso peut être appliqué directement sur les supports papier et bois. Dans le cas de la toile, plus sensible aux déformations, une première couche de colle (de peau ou vinylique) doit être appliquée, qui va servir de bouche-pores et fixer ses fibres.